# Archivo Nacional de la Memoria
El Archivo Nacional de la Memoria, situado en la ciudad de Buenos Aires, Argentina, es un organismo desconcentrado de la Secretaría de Derechos Humanos del Ministerio de Justicia y Derechos Humanos, para obtener, analizar y preservar informaciones, testimonios y documentos sobre el quebrantamiento de los derechos humanos y las libertades fundamentales en que esté comprometida la responsabilidad del Estado argentino y sobre la respuesta social e institucional ante esas violaciones, tal como lo señala el Decreto N.º 1259/03 del el 16 de diciembre de 2003 (modificado por Decreto N.º 1852/07).
En el año 2009, el Archivo Nacional de la Memoria fue incorporado al Programa Memoria del Mundo de la UNESCO, por el «Patrimonio documental sobre Derechos Humanos 1976-1983. Archivos para la memoria, la verdad y la justicia frente el terrorismo de Estado».

## Historia
Fue creado por el entonces Presidente Néstor Kirchner, con el objeto de obtener, analizar, clasificar, duplicar, digitalizar y archivar informaciones, testimonios y documentos sobre el quebrantamiento de los derechos humanos y las libertades fundamentales en que esté comprometida la responsabilidad del Estado Argentino y sobre la respuesta social e institucional ante esas violaciones. En ese decreto se le otorgó “carácter intangible al material testimonial, documental e informativo que integre el Archivo Nacional de la Memoria, por lo que el mismo deberá conservarse sin cambios que alteren las informaciones, testimonios y documentos custodiados”.
En 2003 el ANM comenzó a funcionar con un plantel pequeño en diversas oficinas y edificios gubernamentales. Ese mismo año, el Congreso de la Nación declaró nulas las leyes de Punto final y Obediencia Debida y dos años más tarde la Corte Suprema de Justicia de la Nación se manifestó en la misma dirección al indicar su inconstitucionalidad. Las causas por crímenes de lesa humanidad cometidos durante la dictadura cívico-militar de 1976 a 1983 que habían quedado frenadas comenzaron a abrirse nuevamente.
Por otra parte, la nueva orientación en materia de derechos humanos promovió la recuperación de la Escuela de Mecánica de la Armada. El 19 de marzo de 2004, el presidente Kirchner realizó una visita al Casino de Oficiales de la ESMA con un nutrido grupo de sobrevivientes que ingresaban por primera vez después de 20 años. El día 24, se llevó a cabo un acto en el predio donde el titular del Poder Ejecutivo Nacional y Aníbal Ibarra, Jefe de Gobierno de la Ciudad de Buenos Aires, firmaron un Acta Acuerdo donde se comprometía el desalojo por parte de la Armada y la creación de un espacio para la memoria y la promoción y defensa de los derechos humanos. También quedó conformada una Comisión bipartita integrada por representantes de las Secretarías de Derechos Humanos de la Ciudad y la Nación, encargada de la supervisión de la entrega del predio por parte de la Marina. Dicha Comisión inicialmente estuvo a cargo de las tareas que hacían a la planificación y uso del espacio como sitio de memoria. Posteriormente, hacia fines de 2005, la recopilación de materiales y la producción de contenidos destinados a transmitir lo ocurrido durante la dictadura recayeron sobre una Comisión ad hoc.
La inminente recuperación de la ESMA habilitó un intercambio entre distintos actores, y convocó a los organismos de derechos humanos para articular sus propuestas. Finalmente, se definió que la totalidad del predio quedaría disponible para el espacio de memoria tal como solicitaron los organismos de derechos humanos. La Armada, entonces, fue desalojando los edificios por tramos, y las últimas instituciones navales se retiraron en septiembre de 2007. Desde entonces se dispuso la apertura al público en general. El 30 de noviembre de ese mismo año se sancionó la ley de creación del Ente Público Espacio para la Memoria y Promoción y Defensa de los Derechos Humanos como organización inter-jurisdiccional destinada a la definición y ejecución de políticas públicas de memoria en la ex ESMA. La misma sería presidida por un Órgano Ejecutivo integrado por un representante del Poder Ejecutivo Nacional, uno del Gobierno de la Ciudad de Buenos Aires y un tercero en nombre del Directorio que nucleara a los organismos de derechos humanos. También se dispuso la creación de un consejo asesor conformado por los sobrevivientes de la ESMA que estuvieran dispuestos a participar.
Con la recuperación de la ESMA, en el año 2007 el ANM instaló sus oficinas y dependencias en los edificios que había ocupado la Escuela de Guerra Naval, espacio donde funciona hasta la actualidad. Cuatro años después se añadió como espacio de guarda permanente de fondos el espacio que fuera la panadería de la ESMA, edificio contiguo que originalmente proveía de pan a todo el predio. Este edificio fue rediseñado y modificado con el objeto de recibir los documentos de la Comisión Nacional sobre la Desaparición de Personas (CONADEP). Otro acontecimiento importante ese año fue la creación de la Coordinación de Investigaciones Históricas y la Dirección de Gestión de Fondos Audiovisuales dentro de la Dirección Nacional de Gestión de Fondos Documentales.
En el año 2005 el ANM firmó un acuerdo marco de colaboración con la Asociación de Reporteros Gráficos de la República Argentina (ARGRA). En este marco, por medio de un convenio específico celebrado en el 2008 comenzó a funcionar en este espacio la Fototeca de la Asociación. Este Archivo sistematiza, preserva y pone a la consulta online documentos fotoperiodísticos que registran importantes acontecimientos de la historia política, social y cultural de nuestro país y el Cono Sur.
Desde su creación, el ANM ha ampliado permanentemente su acervo a partir de la recepción de diversos agrupamientos documentales por donación o transferencia. Asimismo, ha incorporado y capacitado personal para los distintos procesos involucrados en la gestión de su documentación. Los equipos del Archivo han ofrecido y ofrecen, a su vez, asistencia técnica a otras instituciones de todo el país, así como intercambios de experiencias mediante convenios y acuerdos de colaboración con entidades de carácter local, provincial, nacional e internacional, tanto del ámbito público como de la esfera privada.
En relación con el plano internacional, el ANM tiene un papel central en diversas instancias de articulación con otras instituciones archivísticas coordinadas por el Ministerio de Relaciones Exteriores, Comercio Internacional y Culto para la sistematización y el intercambio de información sobre graves violaciones a los derechos humanos con otros países de la región, así como para la gestión y el seguimiento de desclasificaciones de documentos referidos a la Argentina obrantes en el extranjero.
Asimismo, el Archivo ha producido, publicado y difundido numerosas investigaciones sobre diversos temas de historia argentina reciente, a partir de su propio acervo y que han permitido además incrementar el patrimonio documental de la institución. Estas investigaciones, además, contribuyen tanto al proceso de Memoria, Verdad y Justicia como a la reparación de las víctimas del accionar represivo ilegal del Estado.
También se han realizado numerosas muestras y contenidos gráficos y audiovisuales a partir del acervo del ANM, con el fin de promover los derechos humanos, destinados a diversos públicos y con una proyección de carácter federal.
En el año 2013, con motivo de los 10 años de la institución y los 30 años de la recuperación de la democracia, el ANM lanzó la Campaña “Memoria es Futuro”, con el objetivo de recibir donaciones particulares e institucionales de documentación referida a graves violaciones a los derechos humanos, preservarlas y ponerlas a la consulta. Dicha campaña fue relanzada en diciembre de 2020.
También en 2020 se retomó el trabajo de articulación con los archivos provinciales que abordan la temática de derechos humanos (y en particular, lesa humanidad) a través de la convocatoria desde el ANM a la Red Federal de Archivos de la Memoria.
En la actualidad, y desde diciembre de 2019, el ANM se encuentra llevando adelante un proyecto de descripción normalizada de su acervo documental y de protocolización de todos los procesos involucrados, a los fines de adaptarse a la normativa internacional en la materia y mejorar, en consecuencia, el acceso de toda la comunidad a la documentación que resguarda. Un paso fundamental en este sentido es la presentación del AToM ANM, herramienta de consulta online de instrumentos de descripción y documentos del acervo, en el marco del mes de la memoria en 2021.

«Es la primera vez que el Estado se adjudica la responsabilidad de la reconstrucción de la memoria.»
Rodolfo Rapetti, coordinador del Archivo digital del ANM. (2010)

La llegada al poder de un gobierno apologista de la dictadura militar en 2023 implicó despidos masivos en toda el área de Derechos Humanos, lo que pone en riesgo el archivo.

## Estructura
- Archivo Nacional de la Memoria Marcelo Castillo
  - Dirección Nacional de Gestión de Fondos Audiovisuales Andrea Copani
    - Coordinación de Gestión de Fondos Documentales Natalia Magrín
    - Coordinación de Investigaciones Históricas Rodrigo González Tizon
    - Coordinación de Fondos del Archivo CONADEP Corina Andrea Norro

## Creación y objetivos
A partir del decreto de 2003 de creación del Archivo Nacional de la Memoria, se comenzó a trabajar con el Poder Judicial de la Nación Argentina digitalizando todo lo relacionado con las violaciones de los derechos humanos y a los desaparecidos (nombre que se les da a las personas que fueron víctimas de desaparición forzada durante la dictadura de 1976-1983). En gran parte este material fue utilizado para los juicios contra los represores de la última dictadura. El decreto indica además que no se puede destruir información vinculada a la violación de derechos humanos, aún si el Archivo Nacional de la Memoria no la hubiera alcanzado, es decir que las fuerzas armadas y de seguridad no pueden destruir información vinculada a violaciones a los derechos humanos.
Los objetivos del archivo son:
- Relevar archivos y documentación relacionada con el terrorismo de Estado en la Argentina.[10]
- Clasificar y preservar la documentación que ingresa al Archivo Nacional de la Memoria.[11][12]
- Articular los objetivos de memoria, verdad y justicia mediante la generación de acciones conjuntas entre las diferentes jurisdicciones a nivel nacional, entre los países del Mercosur y en el plano internacional.

Desde noviembre del 2007 el Archivo Nacional de la Memoria funciona en el Espacio para la Memoria, Promoción y Defensa de los Derechos Humanos, en la oficina donde funcionara un centro clandestino de detención y tortura, en la Ciudad de Buenos Aires.

## El Archivo Digital
El Archivo Digital de la Memoria es la principal forma de gestión digital de la información que posee la Secretaría de Derechos Humanos de la Argentina desde 2001. En el 2003, con la creación del Archivo nacional de la Memoria, trabaja dentro de la estructura de este último archivo.
Es responsable de la obtención, análisis, clasificación, duplicación, digitalización y archivo de  informaciones, testimonios y documentos sobre violaciones de los derechos humanos.
En él se utiliza la técnica de la reprografía: se resuelve digitalmente la reproducción de la información en soporte papel. La información se captura y se indexa en un sistema que permite la búsqueda y la recuperación rápidamente. Las ventajas son: preservación de originales; enorme distribución por red, y gran velocidad de búsqueda y recuperación. Una consulta al sistema recorre aproximadamente 5 millones de documentos y devuelve la respuesta en 6 o 7 segundos. Desde el 2001 se procesa toda esa información con el programa Excalibur, instrumento que indexa la información por patrones digitales y la recupera con búsquedas full text. Incluso manuscritos de la CONADEP se pasaron a caracteres gráficos para que esa información esté incluida dentro del universo que responde a las preguntas. La información obtenida se estructura en bases de datos.
La existencia de un programa de gestión de bibliotecas digitales llamado Greenstone, de código abierto y libre disponibilidad, permitió devolver información a los juzgados sin que estos se vieran necesitados de comprar software para usarla.

## Autoridades
| N.º | Presidente                       | Partido | Partido               | Periodo                                           | Presidente                     |
| --- | -------------------------------- | ------- | --------------------- | ------------------------------------------------- | ------------------------------ |
| 1   | Rodolfo Mattarollo               |         | Independiente         | 16 de diciembre de 2003 - 10 de diciembre de 2007 | Néstor Kirchner                |
| 2   | Ramón Torres Molina              |         | Frente Grande         | 10 de diciembre de 2007 - 6 de diciembre de 2015  | Cristina Fernández de Kirchner |
| 3   | Horacio Pietragalla Corti        |         | Partido Justicialista | 6 de diciembre de 2015 - 20 de enero de 2016      | Cristina Fernández de Kirchner |
| 4   | Gustavo Luis Jesús Peters Castro |         | Independiente         | 20 de enero de 2016 - 14 de marzo de 2018         | Mauricio Macri                 |
| 5   | Sergio Manuel Kuchevasky         |         | Independiente         | 14 de marzo de 2018 - 10 de diciembre de 2019     | Mauricio Macri                 |
| 6   | Mariana Eva Tello                |         | Independiente         | 10 de diciembre de 2019 - 1 de marzo de 2021      | Alberto Fernández              |
| 7   | Marcelo Castillo                 |         | Independiente         | 1 de marzo de 2021 - presente                     | Alberto Fernández Javier Milei |